# Aelurillus reconditus
Aelurillus reconditus är en spindelart som beskrevs av Wesolowska, van Harten 1994. Aelurillus reconditus ingår i släktet Aelurillus och familjen hoppspindlar. Inga underarter finns listade i Catalogue of Life.